# Schizma arseniańska
Schizma arseniańska – rozłam w Kościele bizantyńskim trwający od połowy lat sześćdziesiątych XIII wieku do roku 1310, którego przyczyną było usunięcie patriarchy Arseniusza Autorejana przez cesarza Michała VIII Paleologa.
25 grudnia 1261 roku z rozkazu Michała VIII oślepiono 11-letniego współcesarza, Jana IV Laskarysa. Arseniusz ekskomunikował cesarza Michała i zażądał zrzeczenia się przez niego korony, a następnie wygnania go z kraju. 
Ponieważ patriarcha nie chciał cofnąć ekskomuniki, cesarz – przy poparciu części biskupów – w 1267 roku doprowadził do zesłania Arseniusza do klasztoru świętego Mikołaja na wyspie Proconnes. Arseniusz zmarł tam około 1273 roku. Popierająca Arseniusza część wyższego duchowieństwa, mnichów i wiernych (głównie z Azji Mniejszej) utworzyła niechętne cesarzowi i nowemu patriarsze Józefowi I ugrupowanie, które nazwało się „zelotami”. 
Przez następne 50 lat Kościół bizantyński był podzielony na dwa obozy: „arsenitów”, na których czele stał metropolita Sardes Andronik i przyjaciel Arseniusza – Hiacynt nicejski, oraz „józefitów” – wspieranych przez rząd. Konflikt trwał nawet wówczas, gdy – na skutek żądań cesarza, by Kościół uznał zwierzchnią władzę Rzymu – Józef I był zmuszony ustąpić ze stanowiska patriarchy (1275). Cesarz zmarł w 1282 roku. Od jego następcy, cesarza Andronika II Paleologa, arsenici domagali się usunięcia ze stanowisk kościelnych tych duchownych, którzy opowiadali się za unią z Rzymem. Publiczne potępienie przez Andronika II zwolenników unii nie przyniosło zakończenia schizmy. 
W 1284 roku, na synodzie w Adramyttium, obie strony sporu zdecydowały o spaleniu wszystkich pism polemicznych arsenitów i józefitów; zredagowały wspólne wyznanie wiary i przyrzekły zgodę. Ciało Arseniusza sprowadzono do Konstantynopola. Arsenici zażądali jednak ustąpienia patriarchy Grzegorza II, który początkowo był zwolennikiem unii, a gdy ten ustąpił (1289), nie chcieli podporządkować się jego następcom. 
Ostatecznie schizmę zakończyło przeniesienie zwłok Arseniusza do kościoła Hagia Sophia i uznanie przez patriarchę Nifona I (14 września 1310 roku) sześciu żądań arsenitów, połączone z „absolucją w imieniu Arseniusza”.